# Horizonte (Ceará)
Horizonte es un municipio del estado del Ceará, Brasil. Se localiza en la microrregión de Pacajús, región metropolitana de Fortaleza. Según el IBGE, Horizonte fue la ciudad en el Estado del Ceará que más creció en población entre 2000 y 2010 - 65%.

## Subdivisión
El municipio está dividido en 4 distritos: Horizonte (sede), Aningas, Dourado y Queimadas. La cámara municipal es compuesta por 15 concejales.

## Economía
El municipio cuenta hoy con más de 40 industrias, en el cual predominan los sectores textiles, de calzados, de granito y de automoción, y más de mil establecimientos comerciales, generando juntos cerca de 20 mil empleos directos. El PBI de Horizonte ultrapasa 1 mil millones de reales.
La Agricultura es una de las principales fuentes de renta, teniendo como principales actividades la cajucultura y productos agrícolas, además de la pecuaria.

## Deporte
La ciudad posee un club de fútbol: el Horizonte Futebol Clube, que manda sus partidos en los estadios Clenilsão y Domingão, siendo los dos localizados en Horizonte y de propiedad de la alcaldía.

## Industria
En Horizonte, se encuentra localizada la fábrica y sede central del fabricante nacional de vehículos todoterreno Troller, fundado en 1995 y adquirido por el holding estadounidense Ford Motor Company en 2007.